# Paul Cohen (matemático)
Paul Joseph Cohen (Long Branch, 2 de abril de 1934 — Stanford, 23 de março de 2007) foi um matemático estadunidense. É mais conhecido pela sua prova da independência entre a hipótese do continuum e o axioma da escolha da teoria de conjuntos de Zermelo–Fraenkel, a forma de axioma mais aceita da teoria dos conjuntos. Esta demonstração valeu-lhe a Medalha Fields, em 1966.

## Biografias
Paul nasceu em Long Branch, no estado de Nova Jérsei, em 1934. Era de uma família judaica que emigrou do que agora é a Polônia para os Estados Unidos. Cresceu no bairro do Brooklyn, em Nova York. Formou-se no ensino médio em 1950, aos 16 anos, na Stuyvesant High School.

## Morte
Paul morreu em 23 de março de 2007, aos 72 anos, em Stanford, na Califórnia, devido a um câncer de pulmão. Ele deixou a esposa, Christina e três filhos.

## Publicações selecionadas
- Cohen, Paul J. (1963). «The independence of the continuum hypothesis». Proceedings of the National Academy of Sciences of the United States of America. 50 (6): 1143–1148. Bibcode:1963PNAS...50.1143C. PMC 221287. PMID 16578557. doi:10.1073/pnas.50.6.1143
- Cohen, Paul J. (1964). «The independence of the continuum hypothesis, II». Proceedings of the National Academy of Sciences of the United States of America. 51 (1): 105–110. Bibcode:1964PNAS...51..105C. PMC 300611. PMID 16591132. doi:10.1073/pnas.51.1.105